# Cờ Ốc tại Đại hội Thể thao Đông Nam Á 2023
Cờ Ốc là một trong những môn thể thao được tranh tài tại Đại hội Thể thao Đông Nam Á 2023 ở Campuchia, được tổ chức từ ngày 29 tháng 4 tới 9 tháng 5 năm 2023 tại Hội trường trong nhà Đại học Hoàng gia Phnôm Pênh.

## Các quốc gia tham dự
Giải đấu sẽ bắt đầu từ ngày 29 tháng 4 trước khi lễ khai mạc tổ chức vào ngày 5 tháng 5 năm 2023. Vòng loại được tổ chức sớm hơn lễ khai mạc.
Có tổng cộng 7 quốc gia tham gia,
- Campuchia
- Lào
- Malaysia
- Myanmar
- Philippines
- Thái Lan
- Việt Nam

## Chương trình thi đấu
| Ngày       | Giờ         | Sự kiện                                             |
| ---------- | ----------- | --------------------------------------------------- |
| 29 tháng 4 | 8:00-9:00   | Lễ khai mạc                                         |
| 29 tháng 4 | 9:00-12:00  | Đơn nam cờ nhanh Vòng 1, Vòng 2, Vòng 3             |
| 29 tháng 4 | 9:00-12:00  | Đôi nam tiêu chuẩn (4 ván cho các đội) Vòng 1       |
| 29 tháng 4 | 12:00-14:00 | Bữa trưa                                            |
| 29 tháng 4 | 14:00-18:00 | Đơn nam cờ nhanh Vòng 4, Vòng 5, Vòng 6 và Vòng 7   |
| 29 tháng 4 | 14:00-18:00 | Bốn người nam tiêu chuẩn (4 ván cho các đội) Vòng 2 |
| 30 tháng 4 | 8:00-12:00  | Đơn nam cờ nhanh                                    |
| 30 tháng 4 | 8:00-12:00  | Bốn người nam tiêu chuẩn (4 ván cho các đội) Vòng 3 |
| 30 tháng 4 | 12:00-14:00 | Bữa trưa                                            |
| 30 tháng 4 | 14:00-18:00 | Bốn người nam tiêu chuẩn (4 ván cho các đội) Vòng 4 |
| 30 tháng 4 | 14:00-18:00 | Đôi nữ tiêu chuẩn (2 ván cho các cặp đôi) Vòng 1    |
| 01 tháng 5 | 8:00-12:00  | Bốn người nam tiêu chuẩn (4 ván cho các đội) Vòng 5 |
| 01 tháng 5 | 8:00-12:00  | Đôi nữ tiêu chuẩn (2 ván cho các cặp đôi) Vòng 2    |
| 01 tháng 5 | 12:00-14:00 | Bữa trưa                                            |
| 01 tháng 5 | 14:00-18:00 | Nhóm Bốn nam tiêu chuẩn (4 ván cho các đội) Vòng 6  |
| 01 tháng 5 | 14:00-18:00 | Đôi nữ tiêu chuẩn (2 ván cho các cặp đôi) Vòng 3    |
| 02 tháng 5 | 8:00-12:00  | Ba người nam tiêu chuẩn (3 ván cho các đội) Vòng 1  |
| 02 tháng 5 | 8:00-12:00  | Đôi nữ tiêu chuẩn (2 ván cho các cặp đôi) Vòng 4    |
| 02 tháng 5 | 12:00-14:00 | Bữa trưa                                            |
| 02 tháng 5 | 14:00-18:00 | Nhóm Ba nam tiêu chuẩn (3 ván cho các đội) Vòng 2   |
| 02 tháng 5 | 14:00-18:00 | Đôi nữ tiêu chuẩn (2 ván cho các đôi) Vòng 5        |
| 03 tháng 5 | 8:00-12:00  | Nhóm Ba nam tiêu chuẩn (3 ván cho các đội) Vòng 3   |
| 03 tháng 5 | 8:00-12:00  | Đôi nữ tiêu chuẩn (2 ván cho các cặp đôi) Vòng 6    |
| 03 tháng 5 | 12:00-14:00 | Bữa trưa                                            |
| 03 tháng 5 | 14:00-18:00 | Nhóm Ba nam tiêu chuẩn (3 ván cho các đội) Vòng 4   |
| 03 tháng 5 | 14:00-18:00 | Đôi nữ tiêu chuẩn (2 ván cho các đôi) Vòng 7        |
| 04 tháng 5 | 8:00-12:00  | Nhóm Ba nam tiêu chuẩn (3 ván cho các đội) Vòng 5   |
| 04 tháng 5 | 12:00-14:00 | Bữa trưa                                            |
| 04 tháng 5 | 14:00-18:00 | Ba người nam 60 phút (3 ván cho các đội) Vòng 6     |
| 04 tháng 5 | 14:00-18:00 | Đơn nam tiêu chuẩn Vòng 1                           |
| 04 tháng 5 | 14:00-18:00 | Đơn nữ tiêu chuẩn Vòng 1                            |
| 05 tháng 5 |             | Lễ Khai Mạc                                         |
| 06 tháng 5 | 8:00-12:00  | Đôi nam tiêu chuẩn (2 ván cho các đôi) Vòng 1       |
| 06 tháng 5 | 8:00-12:00  | Đơn nam tiêu chuẩn Vòng 2                           |
| 06 tháng 5 | 8:00-12:00  | Đơn nữ tiêu chuẩn Vòng 2                            |
| 06 tháng 5 | 12:00-14:00 | Bữa trưa                                            |
| 06 tháng 5 | 14:00-18:00 | Đôi nam tiêu chuẩn (2 ván cho các đôi) Vòng 2       |
| 06 tháng 5 | 14:00-18:00 | Đơn nam tiêu chuẩn Vòng 3                           |
| 06 tháng 5 | 14:00-18:00 | Đơn nữ tiêu chuẩn Vòng 3                            |
| 07 tháng 5 | 8:00-12:00  | Đôi nam tiêu chuẩn (2 ván cho các đôi) Vòng 3       |
| 07 tháng 5 | 8:00-12:00  | Đơn nam tiêu chuẩn Vòng 4                           |
| 07 tháng 5 | 8:00-12:00  | Đơn nữ tiêu chuẩn Vòng 4                            |
| 07 tháng 5 | 12:00-14:00 | Bữa trưa                                            |
| 07 tháng 5 | 14:00-18:00 | Đôi nam tiêu chuẩn (2 ván cho các đôi) Vòng 4       |
| 07 tháng 5 | 14:00-18:00 | Đơn nam tiêu chuẩn Vòng 5                           |
| 07 tháng 5 | 14:00-18:00 | Đơn nữ tiêu chuẩn Vòng 5                            |
| 08 tháng 5 | 8:00-12:00  | Đôi nam tiêu chuẩn (2 ván cho các đôi) Vòng 5       |
| 08 tháng 5 | 8:00-12:00  | Đơn nam tiêu chuẩn Vòng 6                           |
| 08 tháng 5 | 8:00-12:00  | Đơn nữ tiêu chuẩn Vòng 6                            |
| 08 tháng 5 | 12:00-14:00 | Bữa trưa                                            |
| 08 tháng 5 | 14:00-18:00 | Đôi nam tiêu chuẩn (2 ván cho các đôi) Vòng 6       |
| 08 tháng 5 | 14:00-18:00 | Đơn nam tiêu chuẩn Vòng 7                           |
| 08 tháng 5 | 14:00-18:00 | Đơn nữ tiêu chuẩn Vòng 7                            |
| 08 tháng 5 | 8:00-12:00  | Đơn nam tiêu chuẩn Bán kết                          |
| 08 tháng 5 | 8:00-12:00  | Đơn nữ tiêu chuẩn Bán kết                           |
| 08 tháng 5 | 12:00-13:00 | Bữa trưa                                            |
| 08 tháng 5 | 13:00-17:00 | Đơn nam tiêu chuẩn Chung kết                        |
| 08 tháng 5 | 13:00-17:00 | Đơn nữ tiêu chuẩn Chung kết                         |

## Giải nam

### Cờ nhanh cá nhân nam
Bảng A
| Thứ hạng | Đội         | Trận | Thắng | Thua | Hòa | Điểm thắng | Điểm thua | Hiệu số điểm | Điểm |
| -------- | ----------- | ---- | ----- | ---- | --- | ---------- | --------- | ------------ | ---- |
| 1        | Campuchia   | 5    | 4     | 1    | 0   | 4.5        | 0.5       | 4            | 13   |
| 2        | Việt Nam    | 5    | 4     | 0    | 1   | 4          | 1         | 3            | 12   |
| 3        | Thái Lan    | 5    | 3     | 1    | 1   | 3.5        | 1.5       | 2            | 10   |
| 4        | Myanmar     | 5    | 2     | 0    | 3   | 2          | 3         | –1           | 6    |
| 5        | Philippines | 5    | 1     | 0    | 4   | 1          | 4         | –3           | 3    |
| 6        | Lào         | 5    | 0     | 0    | 5   | 0          | 5         | –5           | 0    |

Bảng B
| Thứ hạng | Đội         | Trận | Thắng | Thua | Hòa | Điểm thắng | Điểm thua | Hiệu số điểm | Điểm |
| -------- | ----------- | ---- | ----- | ---- | --- | ---------- | --------- | ------------ | ---- |
| 1        | Campuchia   | 5    | 4     | 1    | 0   | 4.5        | 0.5       | 4            | 13   |
| 2        | Việt Nam    | 5    | 4     | 0    | 1   | 4          | 1         | 3            | 12   |
| 3        | Thái Lan    | 5    | 2     | 2    | 1   | 3          | 2         | 1            | 8    |
| 4        | Myanmar     | 5    | 2     | 1    | 2   | 2.5        | 2.5       | 0            | 7    |
| 5        | Philippines | 5    | 1     | 0    | 4   | 1          | 4         | –3           | 3    |
| 6        | Lào         | 5    | 0     | 0    | 5   | 0          | 5         | –5           | 0    |

### Cờ tiêu chuẩn cá nhân nam
Bảng A
| Đội | Trận        | Thắng | Hòa | Thua | Điểm thắng | Điểm thua | Hiệu số điểm | Điểm |
| --- | ----------- | ----- | --- | ---- | ---------- | --------- | ------------ | ---- |
| 1   | Campuchia   | 3     | 3   | 0    | 0          | 3         | 0            | +3   |
| 2   | Việt Nam    | 3     | 3   | 0    | 0          | 3         | 0            | +3   |
| 3   | Myanmar     | 4     | 2   | 1    | 1          | 2.5       | 1.5          | +1   |
| 4   | Thái Lan    | 4     | 2   | 0    | 2          | 2         | 2            | 0    |
| 5   | Malaysia    | 3     | 1   | 1    | 1          | 1.5       | 1.5          | 0    |
| 6   | Lào         | 3     | 0   | 0    | 3          | 0         | 3            | -3   |
| 7   | Philippines | 4     | 0   | 0    | 4          | 0         | 4            | -4   |

Bảng B
| Đội | Trận        | Thắng | Hòa | Thua | Điểm thắng | Điểm thua | Hiệu số điểm | Điểm |
| --- | ----------- | ----- | --- | ---- | ---------- | --------- | ------------ | ---- |
| 1   | Campuchia   | 3     | 2   | 1    | 0          | 2.5       | 0.5          | +2   |
| 2   | Thái Lan    | 3     | 2   | 1    | 0          | 2.5       | 0.5          | +2   |
| 3   | Myanmar     | 3     | 2   | 0    | 1          | 2         | 1            | +1   |
| 4   | Việt Nam    | 3     | 1   | 0    | 2          | 1         | +1           | 0    |
| 5   | Philippines | 2     | 0   | 0    | 2          | 0         | 2            | -2   |
| 6   | Lào         | 3     | 0   | 0    | 3          | 0         | 3            | -3   |

### Cờ tiêu chuẩn đôi nam
Bảng A
| Đội         | Trận | Thắng | Hòa | Thua | Điểm thắng | Điểm thua | Hiệu số điểm | Điểm |
| ----------- | ---- | ----- | --- | ---- | ---------- | --------- | ------------ | ---- |
| Campuchia   | 4    | 4     | 0   | 0    | 4          | 0         | 4            | 12   |
| Việt Nam    | 4    | 1     | 1   | 2    | 1.5        | 2.5       | -1           | 4    |
| Philippines | 3    | 0     | 0   | 3    | 0          | 3         | -3           | 0    |
| Thái Lan    | 3    | 3     | 0   | 0    | 3          | 0         | 3            | 9    |
| Myanmar     | 4    | 1     | 1   | 2    | 1.5        | 2.5       | -1           | 4    |
| Malaysia    | 2    | 0     | 0   | 2    | 0          | 2         | -2           | 0    |

### Cờ tiêu chuẩn nhóm ba nam
Bảng A
| Đội         | Trận | Thắng | Hòa | Thua | Điểm thắng | Điểm thua | Hiệu số điểm | Điểm |
| ----------- | ---- | ----- | --- | ---- | ---------- | --------- | ------------ | ---- |
| Campuchia   | 4    | 4     | 0   | 0    | 4          | 0         | 4            | 12   |
| Việt Nam    | 4    | 1     | 1   | 2    | 1.5        | 2.5       | -1           | 4    |
| Philippines | 3    | 0     | 0   | 3    | 0          | 3         | -3           | 0    |
| Thái Lan    | 3    | 3     | 0   | 0    | 3          | 0         | 3            | 9    |
| Myanmar     | 4    | 1     | 1   | 2    | 1.5        | 2.5       | -1           | 4    |
| Malaysia    | 2    | 0     | 0   | 2    | 0          | 2         | -2           | 0    |

### Cờ tiêu chuẩn nhóm bốn nam
Bảng A
| Đội         | Trận | Thắng | Hòa | Thua | Điểm thắng | Điểm thua | Hiệu số điểm | Điểm |
| ----------- | ---- | ----- | --- | ---- | ---------- | --------- | ------------ | ---- |
| Thái Lan    | 3    | 3     | 0   | 0    | 3          | 0         | 3            | 9    |
| Campuchia   | 4    | 2     | 1   | 1    | 2.5        | 2         | 0.5          | 7    |
| Việt Nam    | 3    | 1     | 2   | 0    | 2          | 1         | 1            | 5    |
| Myanmar     | 3    | 0     | 1   | 2    | 0.5        | 2.5       | -2           | 1    |
| Philippines | 3    | 0     | 0   | 3    | 0.5        | 3         | -2.5         | 0    |

## Giải nữ

### Cờ tiêu chuẩn cá nhân nữ
Bảng A
| Đội         | Trận | Thắng | Hòa | Thua | Điểm thắng | Điểm thua | Hiệu số điểm | Điểm |
| ----------- | ---- | ----- | --- | ---- | ---------- | --------- | ------------ | ---- |
| Campuchia   |      |       |     |      |            |           |              |      |
| Việt Nam    |      |       |     |      |            |           |              |      |
| Thái Lan    |      |       |     |      |            |           |              |      |
| Myanmar     |      |       |     |      |            |           |              |      |
| Philippines |      |       |     |      |            |           |              |      |
| Lào         |      |       |     |      |            |           |              |      |
| Malaysia    |      |       |     |      |            |           |              |      |

Bảng B
| Đội         | Trận | Thắng | Hòa | Thua | Điểm thắng | Điểm thua | Hiệu số điểm | Điểm |
| ----------- | ---- | ----- | --- | ---- | ---------- | --------- | ------------ | ---- |
| Campuchia   |      |       |     |      |            |           |              |      |
| Việt Nam    |      |       |     |      |            |           |              |      |
| Thái Lan    |      |       |     |      |            |           |              |      |
| Myanmar     |      |       |     |      |            |           |              |      |
| Philippines |      |       |     |      |            |           |              |      |
| Lào         |      |       |     |      |            |           |              |      |
| Malaysia    |      |       |     |      |            |           |              |      |

### Cờ tiêu chuẩn đôi nữ
Bảng A
| Đội         | Trận | Thắng | Hòa | Thua | Điểm thắng | Điểm thua | Hiệu số điểm | Điểm |
| ----------- | ---- | ----- | --- | ---- | ---------- | --------- | ------------ | ---- |
| Việt Nam    | 5    | 5     | 0   | 0    | 6          | 0         | 6            | 9    |
| Myanmar     | 4    | 3     | 0   | 1    | 3.5        | 1.5       | 2            | 6    |
| Philippines | 4    | 3     | 0   | 1    | 3.5        | 1.5       | 2            | 6    |
| Malaysia    | 6    | 2     | 1   | 3    | 3.5        | 4.5       | -1           | 4    |
| Thái Lan    | 5    | 2     | 1   | 2    | 3          | 3         | -1           | 1    |
| Campuchia   | 5    | 1     | 0   | 4    | 1.5        | 5.5       | -4           | 3    |
| Lào         | 5    | 0     | 0   | 5    | 1          | 6         | -5           | 0    |

## Bảng huy chương
| Hạng               | Đoàn               | Vàng | Bạc | Đồng | Tổng số |
| ------------------ | ------------------ | ---- | --- | ---- | ------- |
| 1                  | Thái Lan           | 4    | 0   | 1    | 5       |
| 2                  | Việt Nam           | 2    | 1   | 7    | 10      |
| 3                  | Campuchia          | 1    | 4   | 1    | 6       |
| 4                  | Philippines        | 0    | 2   | 3    | 5       |
| 5                  | Myanmar            | 0    | 0   | 2    | 2       |
| Tổng số (5 đơn vị) | Tổng số (5 đơn vị) | 7    | 7   | 14   | 28      |

## Danh sách huy chương

### Nam
| Event                        | Vàng                                                                                                  | Bạc                                                                      | Đồng |
| ---------------------------- | --- | ------------------------------------------------------------------------ | --- |
| Đơn cờ nhanh                 | Sok Limheng · Campuchia                                                                               | Nguyễn Quang Trung · Việt Nam                                            | Hoàng Nam Thắng · Việt Nam                                                                                             |
| Đơn cờ nhanh                 | Sok Limheng · Campuchia                                                                               | Nguyễn Quang Trung · Việt Nam                                            | Nou Chanphanit · Campuchia                                                                                             |
| Đơn cờ tiêu chuẩn            | Boonsueb Saeheng · Thái Lan                                                                           | Sam Kakada · Campuchia                                                   | Võ Thành Ninh · Việt Nam                                                                                               |
| Đơn cờ tiêu chuẩn            | Boonsueb Saeheng · Thái Lan                                                                           | Sam Kakada · Campuchia                                                   | Bảo Khoa · Việt Nam |
| Đôi cờ tiêu chuẩn            | Thái Lan · Warot Kananub · Worathep Timsri                                                            | Campuchia · Bou Bunmalyka · Yan Sokleang                                 | Philippines · Jan Emanuel Encarnacion Garcia · Paulo Sales Bersanina                                                   |
| Đôi cờ tiêu chuẩn            | Thái Lan · Warot Kananub · Worathep Timsri                                                            | Campuchia · Bou Bunmalyka · Yan Sokleang                                 | Việt Nam · Nguyễn Quang Trung · Phan Trọng Bình                                                                        |
| Cờ tiêu chuẩn nhóm ba người  | Thái Lan · Warot Kananub · Wisuwat Teerapabpaisit · Worathep Timsri                                   | Campuchia · Chea Sideth · Chheav Bora · Sok Limheng                      | Việt Nam · Dương Thế Anh · Hoàng Nam Thắng · Trần Quốc Dũng                                                            |
| Cờ tiêu chuẩn nhóm ba người  | Thái Lan · Warot Kananub · Wisuwat Teerapabpaisit · Worathep Timsri                                   | Campuchia · Chea Sideth · Chheav Bora · Sok Limheng                      | Myanmar · Nay Oo Kyaw Tun · Nyein Chan · Win Zaw Htun                                                                  |
| Cờ tiêu chuẩn nhóm bốn người | Thái Lan · Wisuwat Teerapabpaisit · Ekkalak Ngammeesri · Tinnakrit Arunnuntapanich · Boonsueb Saeheng | Campuchia · Chhoy Virak · Bin Kearseng · Chea Sideth · Meng Srey Sambath | Philippines · Rogelio Madrigal Antonio · Darwin Rosales Laylo · Paulo Sales Bersamina · Jan Emanuel Encarnacion Garcia |
| Cờ tiêu chuẩn nhóm bốn người | Thái Lan · Wisuwat Teerapabpaisit · Ekkalak Ngammeesri · Tinnakrit Arunnuntapanich · Boonsueb Saeheng | Campuchia · Chhoy Virak · Bin Kearseng · Chea Sideth · Meng Srey Sambath | Việt Nam · Bảo Khoa · Dương Thế Anh · Trần Quốc Dũng · Võ Thành Ninh                                                   |

### Nữ
| Event             | Vàng                                               | Bạc                                                          | Đồng                                                  |
| ----------------- | -------------------------------------------------- | ------------------------------------------------------------ | ----------------------------------------------------- |
| Đơn cờ tiêu chuẩn | Đoàn Thị Hồng Nhung · Việt Nam                     | Shania Mae Garcia Mendoza · Philippines                      | Venice Vicente Marciso · Philippines                  |
| Đơn cờ tiêu chuẩn | Đoàn Thị Hồng Nhung · Việt Nam                     | Shania Mae Garcia Mendoza · Philippines                      | Vũ Thị Diệu Uyên · Việt Nam                           |
| Đôi cờ tiêu chuẩn | Việt Nam · Phạm Thanh Phương Thảo · Tôn Nữ Hồng Ân | Philippines · Janelle Mae Frayna · Shania Mae Garcia Mendoza | Myanmar · Soe Moe Khaing · Su Su Hlaing               |
| Đôi cờ tiêu chuẩn | Việt Nam · Phạm Thanh Phương Thảo · Tôn Nữ Hồng Ân | Philippines · Janelle Mae Frayna · Shania Mae Garcia Mendoza | Thái Lan · Sarocha Chuemsakul · Sirikan Sukpancharoen |